# اجتثاث السوكارنية

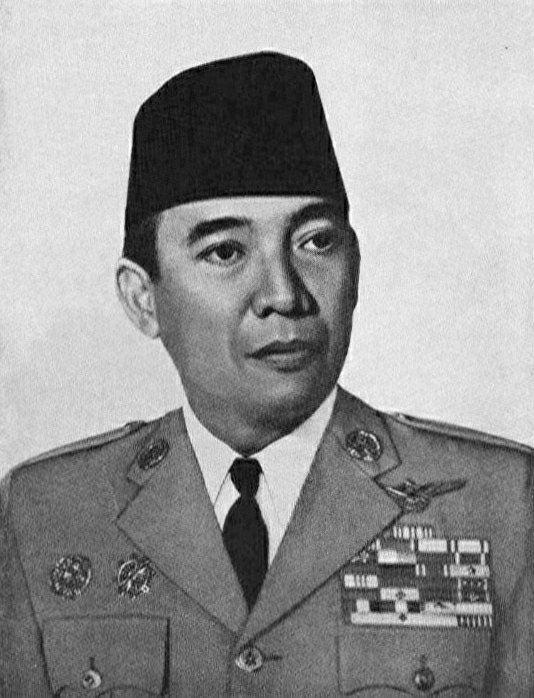
سوكارنو

اجتثاث السوكارنية (بالإندونيسية: De-Soekarnoisasi) هي سياسة من سياسات الانتقال إلى النظام الجديد الذي كان سوهارتو ينوي بها التشهير بأول رئيس إندونيسي سوكارنو، وتقليل حضوره في التاريخ الإندونيسي.

## التاريخ
في فترة 1965-1966 كان سوكارنو لا يزال يتمتع بتعاطف الشعب الإندونيسي، ولكن لكي يأخذ سوهارتو ذلك المكان، كان عليه أن يقلل من أهمية سوكارنو للإندونيسيين. بدأت عملية اجتثاث السوكارنية عام 1967 بعد أن جردت الجمعية الاستشارية الشعبية المؤقتة سوكارنو من سلطاته الرئاسية ووضعته قيد الإقامة الجبرية. أثناء الاحتجاز حُرم سوكارنو من الحصول على الرعاية الصحية، مما أدى إلى وفاته في عام 1970. رفض سوهارتو طلب سوكارنو بالدفن في إستانا باتو توليس في بوجور، وبدلاً من ذلك تم دفن سوكارنو في بليتار، وهي مدينة قررتها الحكومة آنذاك باعتبارها مسقط رأسه. ويقال أن سوهارتو كان يخشى أنه إذا تم العثور على قبر سلفه في بوجور، فقد يصبح نقطة محورية لإثارة المعارضة لنظامه الجديد.
أعاد النظام الجديد تسمية العديد من الأماكن التي تم تسميتها باسم سوكارنو. شملت الجهود الأخرى للحد من نفوذ سوكارنو إنكار مساهمته الرئيسية في خلق الأيديولوجية الوطنية الإندونيسية بانتشاسيلا. بدلاً من ذلك افترض مؤرخ النظام الجديد نوغروهو نوتوسوسانتو أن محمد يامين جاء أولاً بمبادئ بانكاسيلا، بينما كان سوكارنو مجرد أول من استخدم هذا المصطلح. تم دعم هذا التفسير من قبل حكومة النظام الجديد وأصبح التفسير التاريخي الرسمي الذي يتم تدريسه في المدارس.